# Боља Србија
Боља Србија (скраћено БС)  била је национално-конзервативна политичка странка у Србији. Вођа странке био је Драган Јовановић, бивши члан Нове Србије. Била је владајућа странка у општини Топола. Странка је 12. априла 2023. године колективно приступила Српској напредној странци.

## Председници Боље Србије
| # | Председник       | Председник | Рођење—смрт | Почетак мандата | Завршетак мандата |
| - | ---------------- | ---------- | ----------- | --------------- | ----------------- |
| 1 | Драган Јовановић |            | 1976—       | 24. јул 2017.   | 12. април 2023.   |

## Резултати на изборима

### Парламентарни избори
| Година | Вођа             | Гласови | % од важећих | # посланика | Промена # посланика | Коалиције | Статус        |
| ------ | ---------------- | ------- | ------------ | ----------- | ------------------- | --------- | ------------- |
| 2020.  | Драган Јовановић | 33.435  | 1,04%        | 0 / 250     | 1                   | са ЗС     | без посланика |
| 2022.  | Драган Јовановић |         |              | 0 / 250     |                     | ЗМС       |               |